# Нюдевка (ручей)
Нюдевка (уст. Калмыков) — ручей в России, протекает в Умётском районе Тамбовской области. Устье находится в 26 км по левому берегу реки Нюдевка. Длина составляет 10 км, площадь водосборного бассейна 46,4 км².
Протекает через поселение Повалишино.

## Данные водного реестра
По данным государственного водного реестра России относится к Донскому бассейновому округу, водохозяйственный участок реки — Ворона, речной подбассейн реки — Хопер. Речной бассейн реки — Дон (российская часть бассейна).
По данным геоинформационной системы водохозяйственного районирования территории РФ, подготовленной Федеральным агентством водных ресурсов:
- Код водного объекта в государственном водном реестре — 05010200212107000006489
- Код по гидрологической изученности (ГИ) — 107000648
- Код бассейна — 05.01.02.002
- Номер тома по ГИ — 07
- Выпуск по ГИ — 0